# Grande Oriente Paulista

O Grande Oriente Paulista (GOP ou GOP-SP) é uma Potência Maçônica brasileira (associação de Lojas Maçônicas, também chamada de Obediência Maçônica), fundada em 1981, após a cisão ocorrida em 1973 no Grande Oriente do Brasil (GOB). Em 04 de agosto de 1981, 58 Lojas Maçônicas advindas do GOB assinaram a sua ata de fundação. Alguns dias após, somaram-se outras Oficinas, num total de 67 Lojas. O Grande Oriente Paulista é fundador da Confederação Maçônica do Brasil (COMAB), entidade nacional que congrega as obediências comumente chamadas de "independentes", vinculadas ou derivadas do cisma de 1973.

## Histórico
Em 27 de março de 1973, realizaram-se eleições para os cargos de Grão-Mestre Geral e Grão-Mestre Geral Adjunto do Grande Oriente do Brasil. Proclamada a eleição dos candidatos oficiais, inconformados com a decisão, dez Grandes Orientes Estaduais, federados ao Grande Oriente do Brasil, desligaram-se deste proclamando-se Obediências autônomas e independentes, expondo as razões por que o faziam.
Em 4 de agosto de 1973, fundou-se, em Belo Horizonte (MG), o Colégio de Grão-Mestres da Maçonaria Brasileira, congregando, então, as dez Obediências dissidentes São Paulo, Minas Gerais, Ceará, Rio Grande do Norte, Rio Grande do Sul, Paraná, Distrito Federal, Mato Grosso, Santa Catarina e Rio de Janeiro, então dissidentes do Grande Oriente do Brasil.
A disputa pelo nome "Grande Oriente de São Paulo" se estendeu entre 1973 e 1981 entre os maçons que cismáticos e os que preferiram se manter no Grande Oriente do Brasil, encerrando-se a questão com a fundação do Grande Oriente Paulista. O Grande Oriente de São Paulo se desfiliaria em 2018 do Grande Oriente do Brasil, estabelecendo uma nova obediência sem vínculo ou reconhecimento mútuo com o GOB ou com o GOP-SP. 

## Organização
O Grande Oriente Paulista se organiza no formato de Grande Oriente (ver: Obediências Maçônicas), com o Poder Executivo organizado em Grão-Mestrado e Grandes Secretarias (que formam, juntamente com outros 7 representantes nomeados o Ilustre Conselho Deliberativo) e Delegacias; o Poder Legislativo é exercido pela Poderosa Assembleia Legislativa, onde cada loja tem o direito de eleger um deputado. O Judiciário é formado pelo Ministério Público Maçônico, o Egrégio Tribunal de Justiça Maçônica, o pelo Superior Tribunal de recurso da Justiça Maçônica.

## Afiliações e relacionamento
O Grande Oriente Paulista é fundador e filiado à Confederação Maçônica do Brasil e filiado à Confederação Maçônica Interamericana, entidade internacional que congrega potências regulares das Américas e da Europa. Também participa da World Conference of Regular Masonic Grand Lodges. 
O Grande Oriente Paulista é reconhecido e reconhece centenas de potências maçônicas regulares do Brasil e de outros países, entre elas a Grand Loja Unida da Inglaterra. Em 2019, após décadas de aproximações e distensões, foram assinados tratados de reconhecimento e relações fraternais com a Grande Loja Maçônica do Estado de São Paulo (22/03/2019) e com o Grande Oriente do Brasil (30/03/2019), colocando fim às questões que levaram à cisão de 1973 e sendo um marco da pacificação da Maçonaria regular do Brasil, havendo a celebração de tratados entre praticamente todas as potências pertencentes à COMAB e Confederação da Maçonaria Simbólica do Brasil, além do GOB.

## Instituições paramaçônicas
O Grande Oriente Paulista reconhece e apoia e participa de inúmeras entidades paramaçônicas como a Ordem DeMolay no Brasil, Ordem Internacional das Filhas de Jó, a Ordem Internacional do Arco-Íris para Meninas, o Shrinerse o Moto clube Bodes do Asfalto. O Grande Oriente Paulista também promove a adoção de Lowtons.